# 上甑町中甑
上甑町中甑（かみこしきちょうなかこしき）は、鹿児島県薩摩川内市の大字。旧薩摩国甑島郡甑島郷中甑村、甑島郡上甑村大字中甑、薩摩郡上甑村大字中甑。郵便番号は896-1201。人口は401人、世帯数は221世帯（2020年10月1日現在）。「上甑村郷土誌」によると1977年（昭和52年）時点での面積は13.46平方キロメートルである。
甑島列島に属する上甑島の南部に位置しており、2004年（平成16年）の市町村合併までは上甑村の村役場が置かれ上甑村の中心部であった。

## 地理

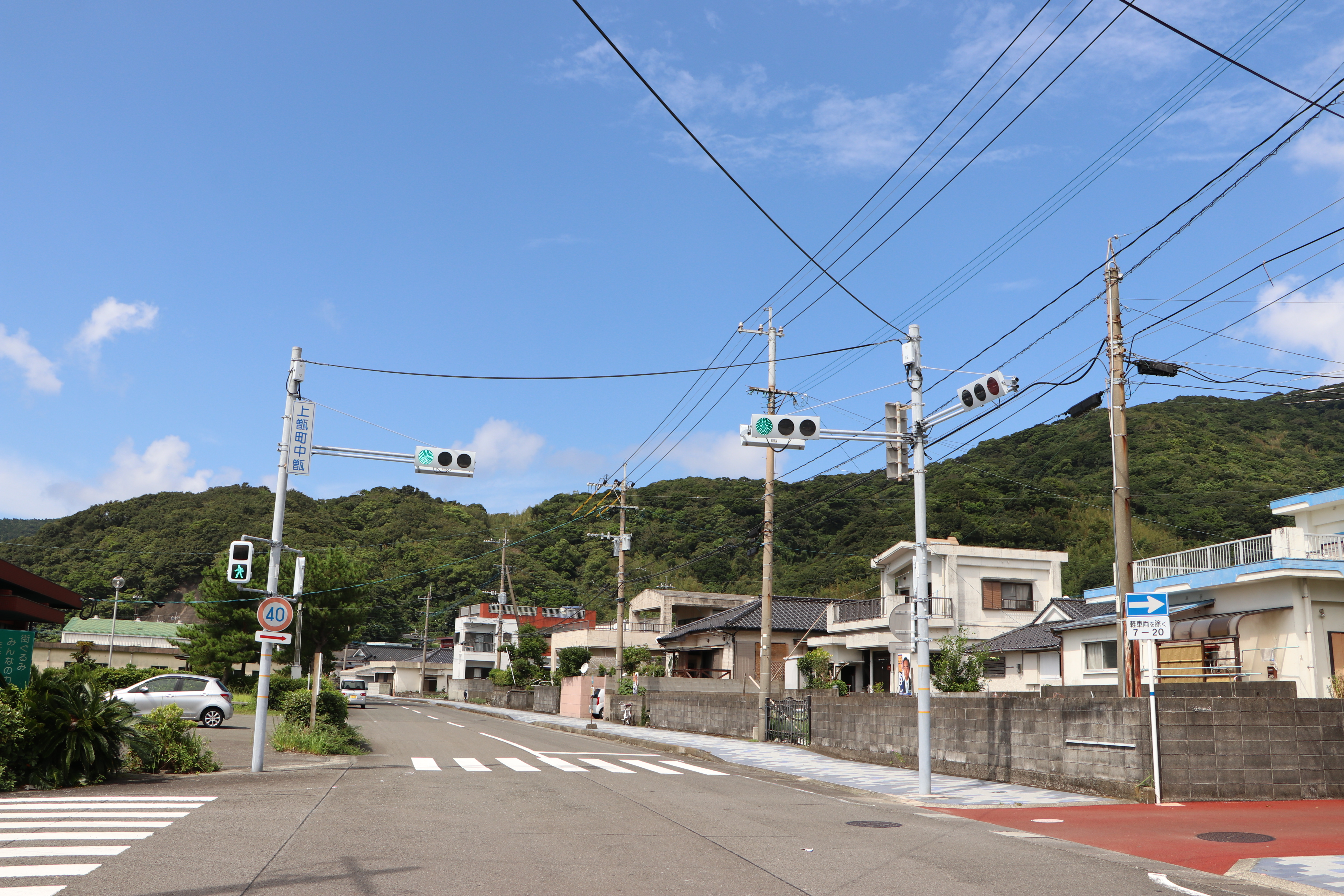
中甑の中心部

薩摩川内市の西部に浮かぶ甑島列島北部の上甑島の南部に位置している。字域の北方には上甑町小島及び上甑町瀬上、南方には上甑町江石、南西方には上甑町平良（中甑島）、東方には上甑町中野、里町里にそれぞれ隣接している。
茶ノ木、野林、下町、村町、横町、中町、新町の地区があり、茶ノ木、野林、村町は郷士が居住していた区域であり麓と呼ばれる。横町、中町、新町は浜と呼ばれる。中甑港の周辺には薩摩川内市立中津小学校、薩摩川内市立上甑中学校（休校中）、薩摩川内市役所甑島振興局や甑島簡易裁判所、薩摩川内警察署甑島幹部派出所がある。2004年の市町村合併前は上甑村役場があり、上甑村唯一の中学校である上甑中学校が所在しており、上甑村の中心部であった。合併後は薩摩川内市役所上甑支所となり、上甑地区の中心部となっている。

### 地名の由来
中甑という地名は『上甑村郷土誌』によると詳細な由来は不明であるが、甑島で最も平地が広く田地も多くあり、江戸期には甑島郷の地頭屋敷が置かれていたことにより、甑島の中心地になっていたことに由来しているのではないかと推測されている。

### 自然公園・自然保護地区
2015年（平成27年）3月16日に甑島列島の区域を対象とした国定公園として「甑島国定公園」が指定された。集落を除いてほぼ全域が国定公園の区域に含まれており、2015年（平成27年）3月16日の鹿児島県告示「甑島国定公園区域内における特別地域の指定」により一部が特別地域に指定された。

### 山岳
国土地理院地図（抄）。
- 遠目山 - 標高194.6 m

### 島嶼・岩礁
国土地理院地図（抄）。陸繋した浜辺や海礁上の小岩、無名の岩を除く。
- 中島 - 中甑島と上甑島の間にある島である[12]。
- 黒岩 - 甑大明神が置かれている岩[12]。地元では単に大明神と呼ばれている[12]。

### 気象
上甑町中甑には鹿児島地方気象台管理の「中甑地域気象観測所」（北緯31度50分1秒 東経129度52分0秒 / 北緯31.83361度 東経129.86667度）が設置されている。中甑気象観測所における気象記録は以下のとおりである。
| 中甑地域気象観測所（1981年 - 2010年）の気候     | 中甑地域気象観測所（1981年 - 2010年）の気候 | 中甑地域気象観測所（1981年 - 2010年）の気候 | 中甑地域気象観測所（1981年 - 2010年）の気候 | 中甑地域気象観測所（1981年 - 2010年）の気候 | 中甑地域気象観測所（1981年 - 2010年）の気候 | 中甑地域気象観測所（1981年 - 2010年）の気候 | 中甑地域気象観測所（1981年 - 2010年）の気候 | 中甑地域気象観測所（1981年 - 2010年）の気候 | 中甑地域気象観測所（1981年 - 2010年）の気候 | 中甑地域気象観測所（1981年 - 2010年）の気候 | 中甑地域気象観測所（1981年 - 2010年）の気候 | 中甑地域気象観測所（1981年 - 2010年）の気候 | 中甑地域気象観測所（1981年 - 2010年）の気候 |
| 月                                              | 1月                                         | 2月                                         | 3月                                         | 4月                                         | 5月                                         | 6月                                         | 7月                                         | 8月                                         | 9月                                         | 10月                                        | 11月                                        | 12月                                        | 年                                          |
| ----------------------------------------------- | ------------------------------------------- | ------------------------------------------- | ------------------------------------------- | ------------------------------------------- | ------------------------------------------- | ------------------------------------------- | ------------------------------------------- | ------------------------------------------- | ------------------------------------------- | ------------------------------------------- | ------------------------------------------- | ------------------------------------------- | ------------------------------------------- |
| 最高気温記録 °C （°F）                          | 22.0 (71.6)                                 | 22.3 (72.1)                                 | 25.3 (77.5)                                 | 28.5 (83.3)                                 | 30.0 (86)                                   | 32.1 (89.8)                                 | 35.2 (95.4)                                 | 37.5 (99.5)                                 | 34.1 (93.4)                                 | 31.7 (89.1)                                 | 26.6 (79.9)                                 | 24.5 (76.1)                                 | 37.5 (99.5)                                 |
| 平均最高気温 °C （°F）                          | 12.0 (53.6)                                 | 12.9 (55.2)                                 | 15.5 (59.9)                                 | 19.8 (67.6)                                 | 23.5 (74.3)                                 | 26.4 (79.5)                                 | 30.3 (86.5)                                 | 31.5 (88.7)                                 | 28.9 (84)                                   | 24.3 (75.7)                                 | 19.2 (66.6)                                 | 14.5 (58.1)                                 | 21.6 (70.9)                                 |
| 日平均気温 °C （°F）                            | 9.1 (48.4)                                  | 9.7 (49.5)                                  | 12.2 (54)                                   | 16.0 (60.8)                                 | 19.5 (67.1)                                 | 22.9 (73.2)                                 | 26.8 (80.2)                                 | 27.7 (81.9)                                 | 25.1 (77.2)                                 | 20.6 (69.1)                                 | 15.9 (60.6)                                 | 11.3 (52.3)                                 | 18.1 (64.6)                                 |
| 平均最低気温 °C （°F）                          | 6.1 (43)                                    | 6.5 (43.7)                                  | 8.6 (47.5)                                  | 12.1 (53.8)                                 | 15.8 (60.4)                                 | 19.8 (67.6)                                 | 24.1 (75.4)                                 | 24.6 (76.3)                                 | 21.9 (71.4)                                 | 17.2 (63)                                   | 12.4 (54.3)                                 | 8.0 (46.4)                                  | 14.8 (58.6)                                 |
| 最低気温記録 °C （°F）                          | −1.5 (29.3)                                 | −1.3 (29.7)                                 | −0.1 (31.8)                                 | 3.4 (38.1)                                  | 8.6 (47.5)                                  | 12.4 (54.3)                                 | 17.2 (63)                                   | 19.5 (67.1)                                 | 13.9 (57)                                   | 8.4 (47.1)                                  | 4.4 (39.9)                                  | −0.1 (31.8)                                 | −1.5 (29.3)                                 |
| 降水量 mm （inch）                              | 105.6 (4.157)                               | 107.7 (4.24)                                | 108.6 (4.276)                               | 220.7 (8.689)                               | 216.4 (8.52)                                | 403.8 (15.898)                              | 262.3 (10.327)                              | 200.6 (7.898)                               | 240.0 (9.449)                               | 106.1 (4.177)                               | 120.2 (4.732)                               | 105.7 (4.161)                               | 2,197.7 (86.524)                            |
| 降雪量 cm （inch）                              | 0 (0)                                       | 0 (0)                                       | 0 (0)                                       | 0 (0)                                       | 0 (0)                                       | 0 (0)                                       | 0 (0)                                       | 0 (0)                                       | 0 (0)                                       | 0 (0)                                       | 0 (0)                                       | 0 (0)                                       | 0 (0)                                       |
| 平均月間日照時間                                | 84.9                                        | 106.2                                       | 141.4                                       | 175.7                                       | 178.2                                       | 138.3                                       | 192.5                                       | 224.1                                       | 195.2                                       | 190.7                                       | 140.6                                       | 111.3                                       | 1,879.1                                     |
| 出典1：気象庁                                   |                                             |                                             |                                             |                                             |                                             |                                             |                                             |                                             |                                             |                                             |                                             |                                             |                                             |
| 出典2：観測史上1 - 10位の値（年間を通じての値） |                                             |                                             |                                             |                                             |                                             |                                             |                                             |                                             |                                             |                                             |                                             |                                             |                                             |

### 小字
『角川日本地名大辞典』によれば、上甑町中甑の小字は以下のとおりである。
懐、宮田、渡り口、上ノ神、水樽、前田、中津串、中通、橋ノ元、大良、愛宕、茶ノ木、通山、奥戸、桃林、水深、山口、馬道、椎貝、筒口、縄立、黒岩、中川原、中島

## 歴史

### 近世の中甑

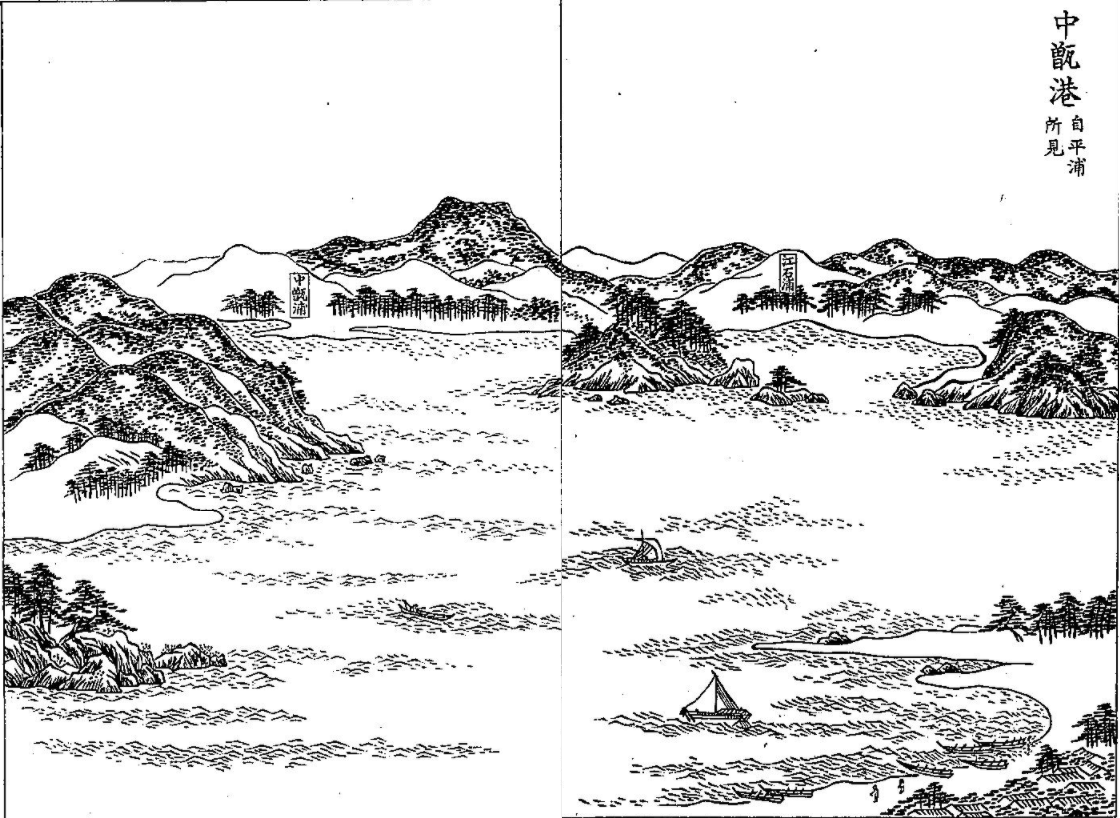
江戸時代後期（三国名勝図会挿絵）の中甑浦（左）と江石浦（右）の絵図

中甑という地名は江戸時代より見え、薩摩国甑島郷（外城）のうちであった。村高は「三州御治世要覧」では252石余、「旧高旧領取調帳」でも252石余であった。
江戸時代の測量家である伊能忠敬が著した「九州東海辺沿海村順」においては中甑村の家数は59軒であったと記載されている。
甑島郷の統治を行う役所である地頭仮屋は甑島列島に3か所（里、中甑、手打）に置かれており、そのうちの1か所は中甑村の現在の薩摩川内市立中津小学校の場所に置かれた。また港の監視を行う遠見番所、津口番所、火見番所が置かれていた。
江戸時代後期に薩摩藩が編纂した地誌である『三国名勝図会』では中甑港について以下のように記述している。

中甑港 上甑村中甑にあり、海灣を港とす、南に地嘴斜に港口を擁抱して、港形奇なり、此港甑島中頗る幅湊の處なり、唐船漂着の時も、この港に泊繋す、
—三国名勝図会第三〇巻
1878年（明治11年）には大区小区制が施行され、甑島は第25大区に属し、1884年（明治17年）には中甑村ほか7村の連合戸長役場が中甑村に置かれた。1885年（明治18年）には上甑島麓郵便局（中甑郵便局の前身）が設置された。

### 町村制施行以後
1889年（明治22年）に町村制が施行されたのに伴い、上甑島及び中甑島の全域にあたる中甑村、中野村、江石村、平良村、小島村、瀬上村、桑之浦村、里村の区域より上甑村が成立し、それまでの中甑村は上甑村の大字「中甑」となった。1892年（明治25年）には下甑村大字手打（現在の下甑町手打）に置かれていた甑島分署が中甑に移転。1899年（明治32年）には川内区裁判所上甑出張所が置かれ、1948年（昭和23年）には甑島区検察庁が置かれた。
1999年（平成11年）4月2日に公有水面埋立地の区域を中甑字筒口、字懐、字中川原、字黒岩に編入した。
2004年（平成16年）10月12日に上甑村が川内市、東郷町、入来町、祁答院町、樋脇町、鹿島村、下甑村、里村と新設合併し薩摩川内市が設置された。この市町村合併に伴い設置された法定合併協議会において大字名については「従前の村名を町名とし、これを従前の大字名冠したものをもって、大字とする」と協定され、旧村名である「上甑村」の村を町に置換え、従前の大字名である中甑に冠することとなった。合併当日の10月12日に鹿児島県の告示である「 字の名称の変更」が鹿児島県公報に掲載された。この告示の規定に基づき即日名称の変更が行われ、大字名が「中甑」から薩摩川内市の大字「上甑町中甑」に改称された。

### 字域の変遷
| 実施後                   | 実施年             | 実施前         |
| ------------------------ | ------------------ | -------------- |
| 大字中甑字筒口（編入）   | 1999年（平成11年） | 公有水面埋立地 |
| 大字中甑字懐（編入）     | 1999年（平成11年） | 公有水面埋立地 |
| 大字中甑字中川原（編入） | 1999年（平成11年） | 公有水面埋立地 |
| 大字中甑字黒岩（編入）   | 1999年（平成11年） | 公有水面埋立地 |

## 施設

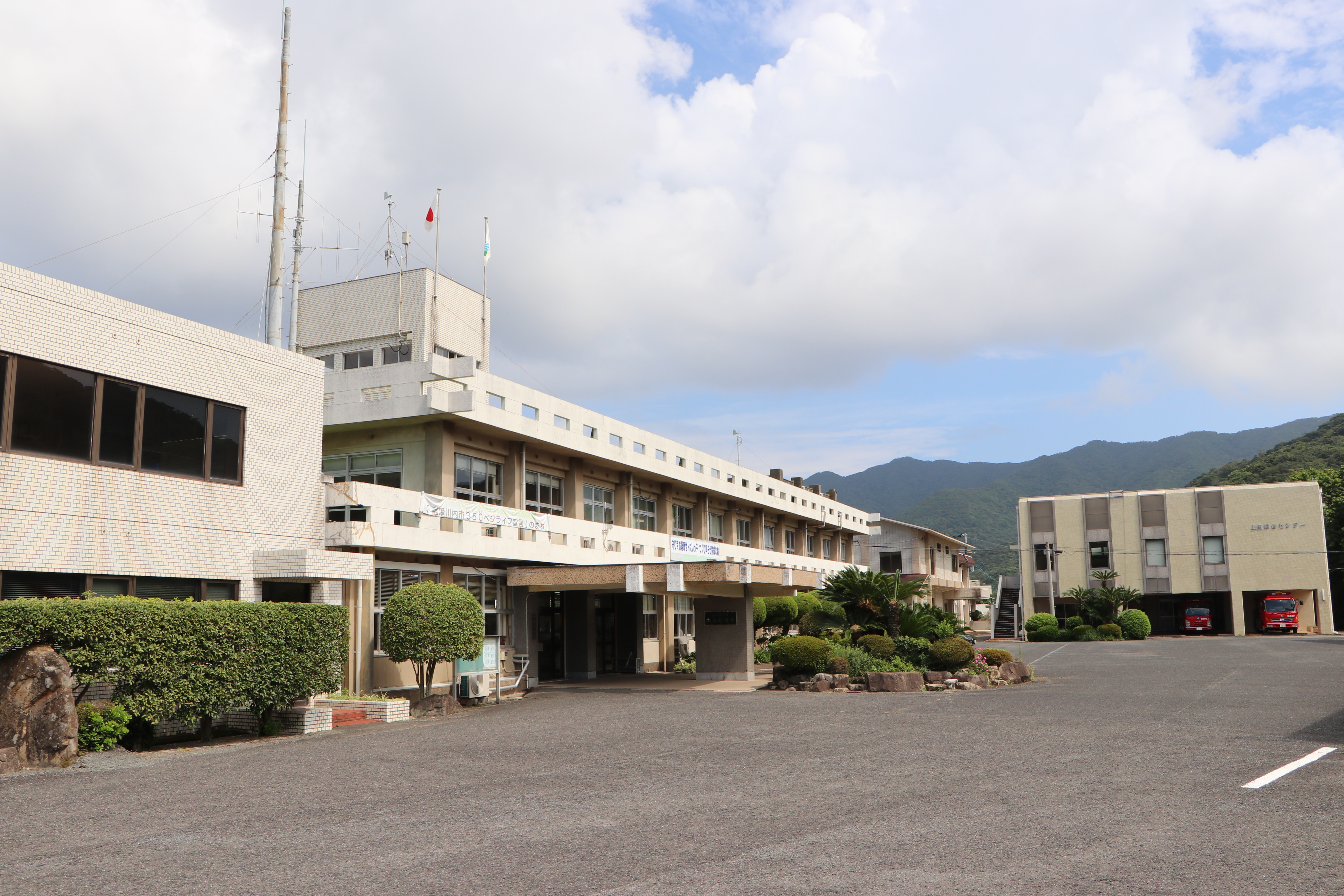
薩摩川内市役所甑島振興局（旧上甑村役場）

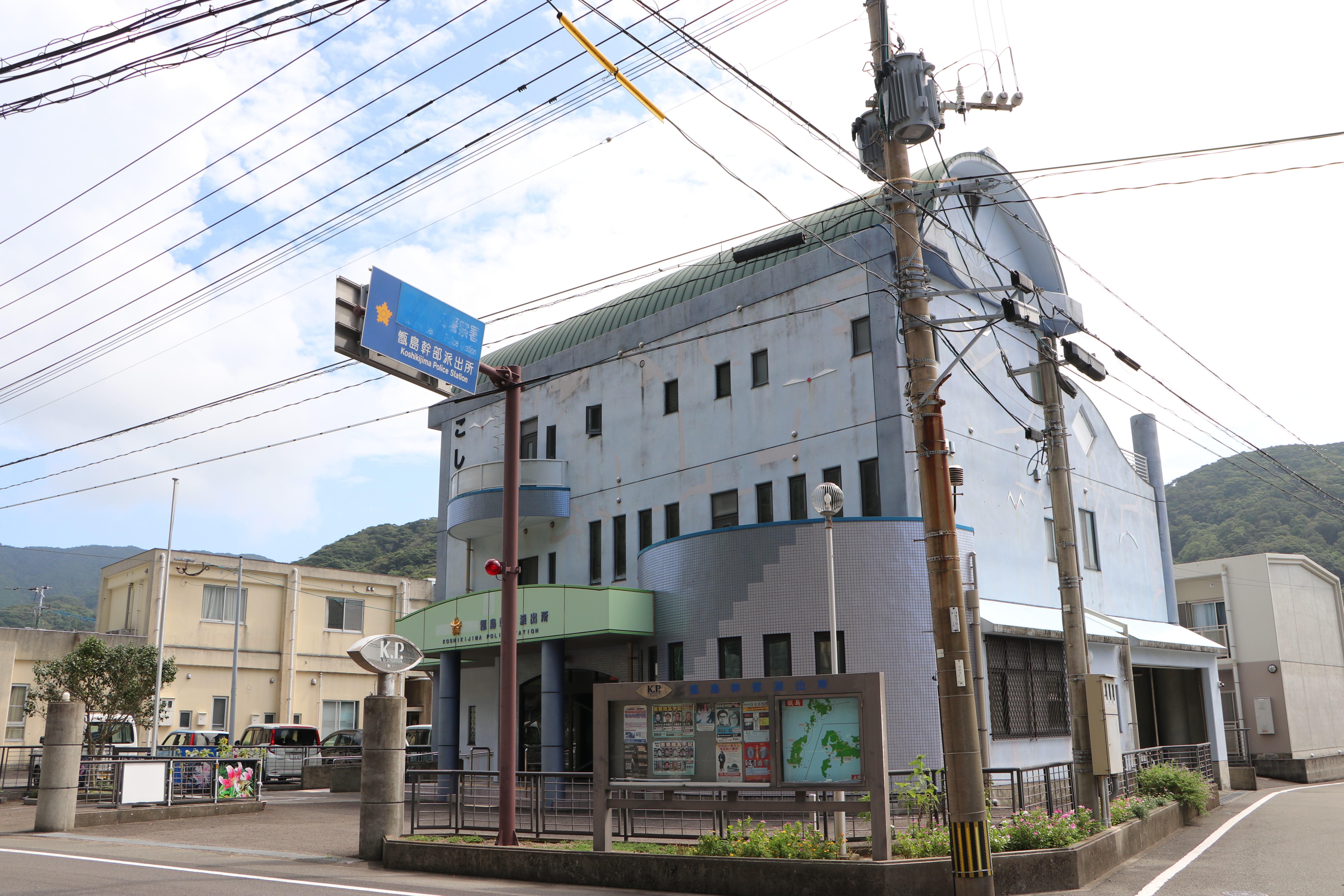
薩摩川内警察署甑島幹部派出所

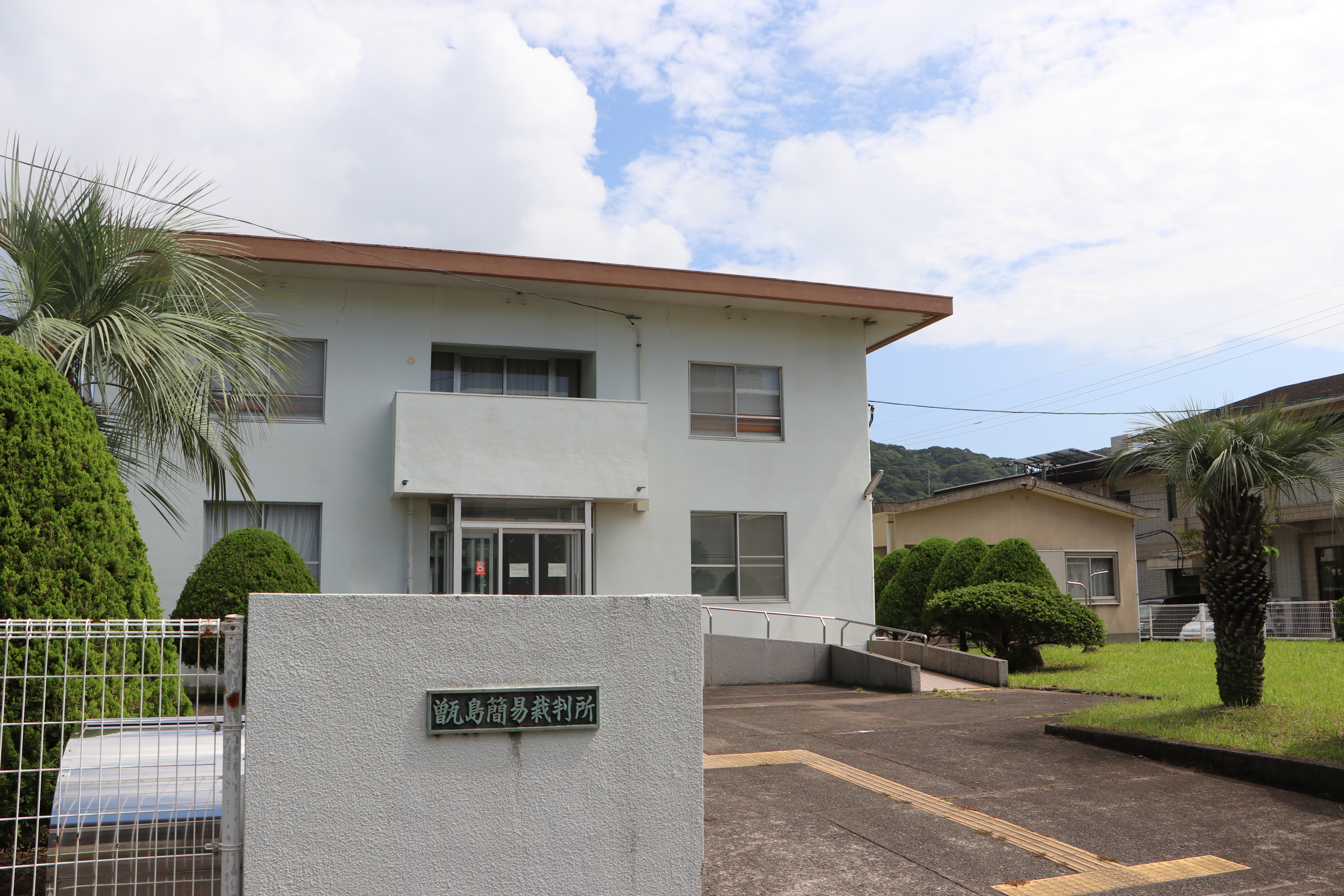
甑島簡易裁判所

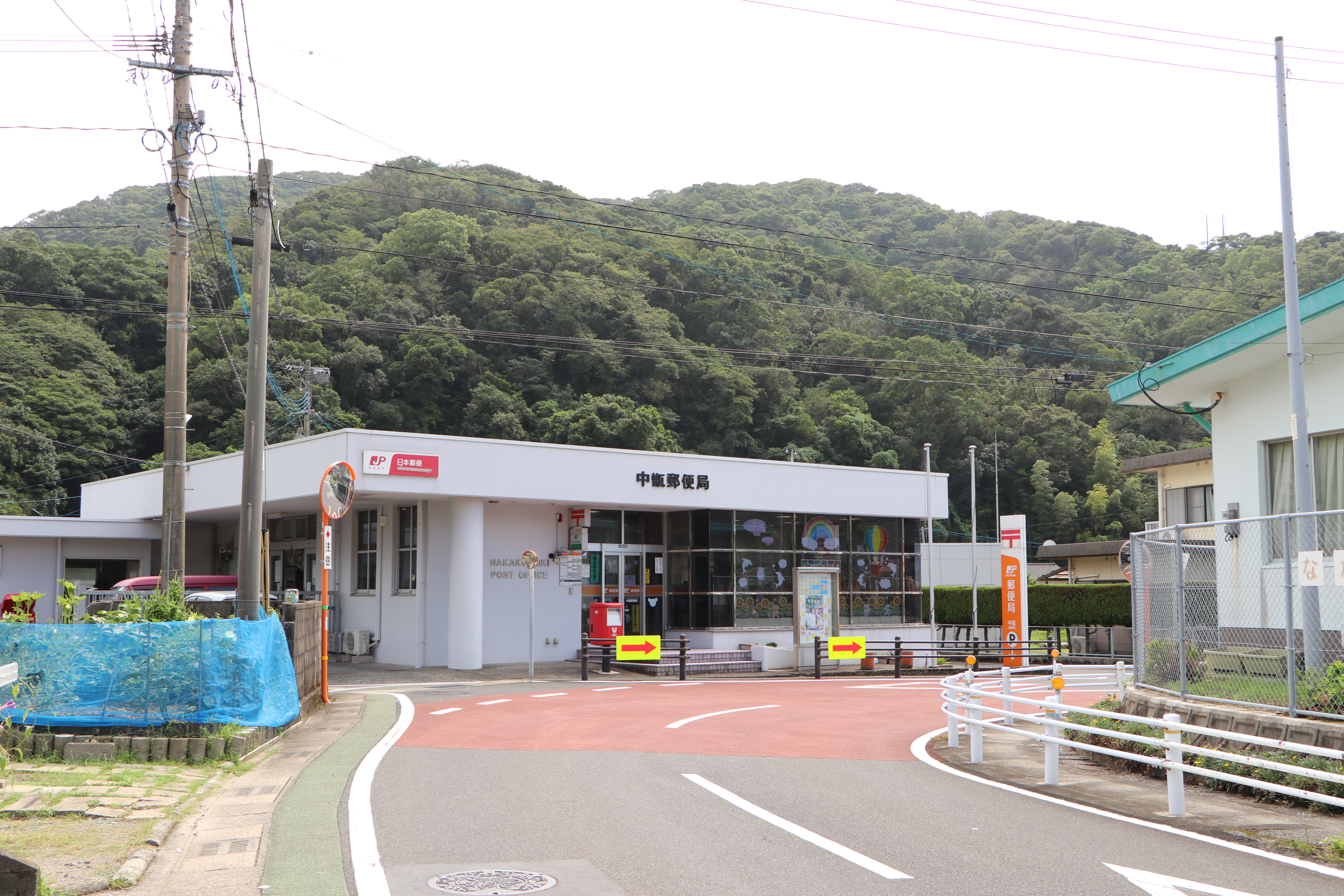
中甑郵便局

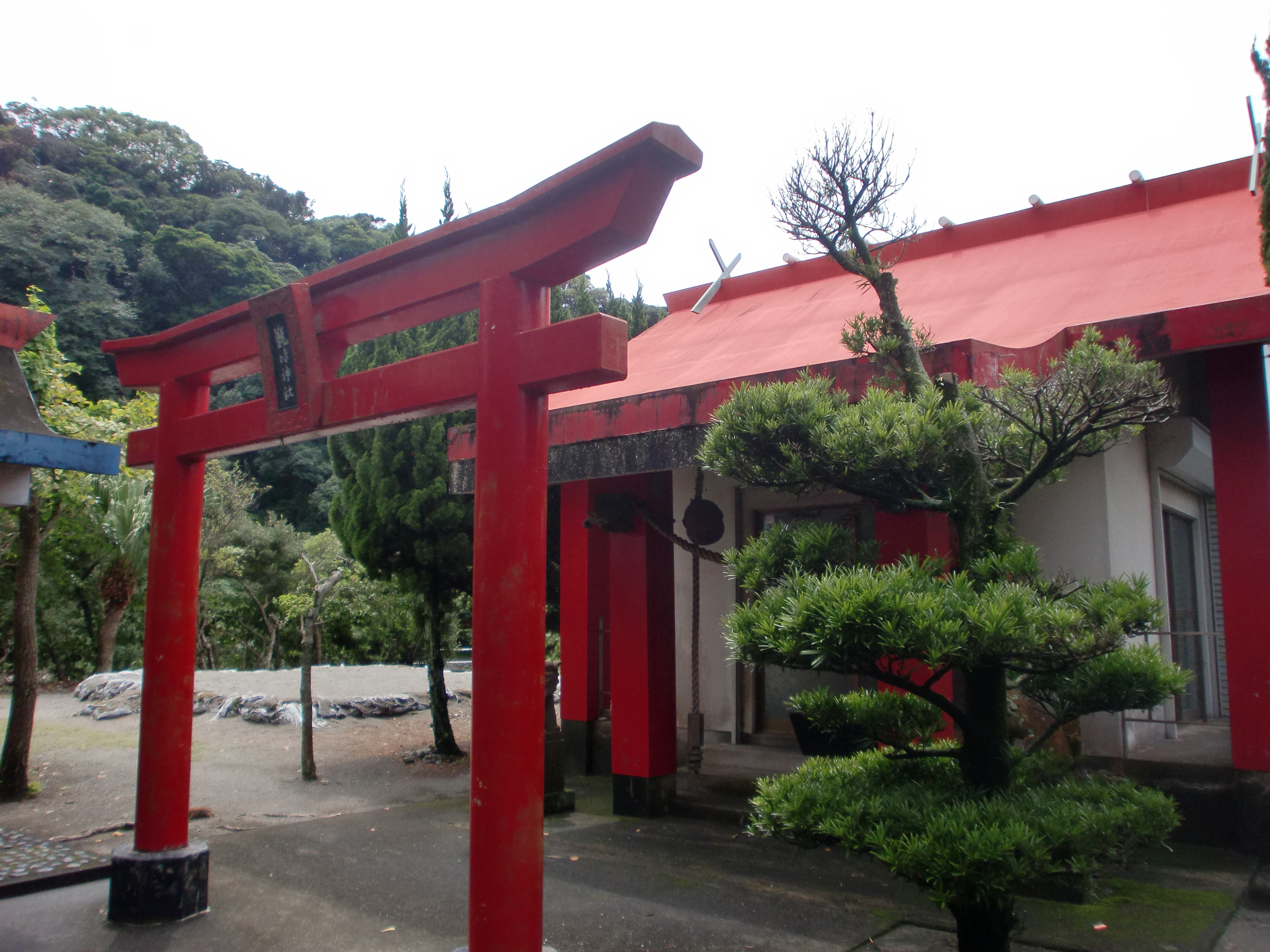
甑島神社

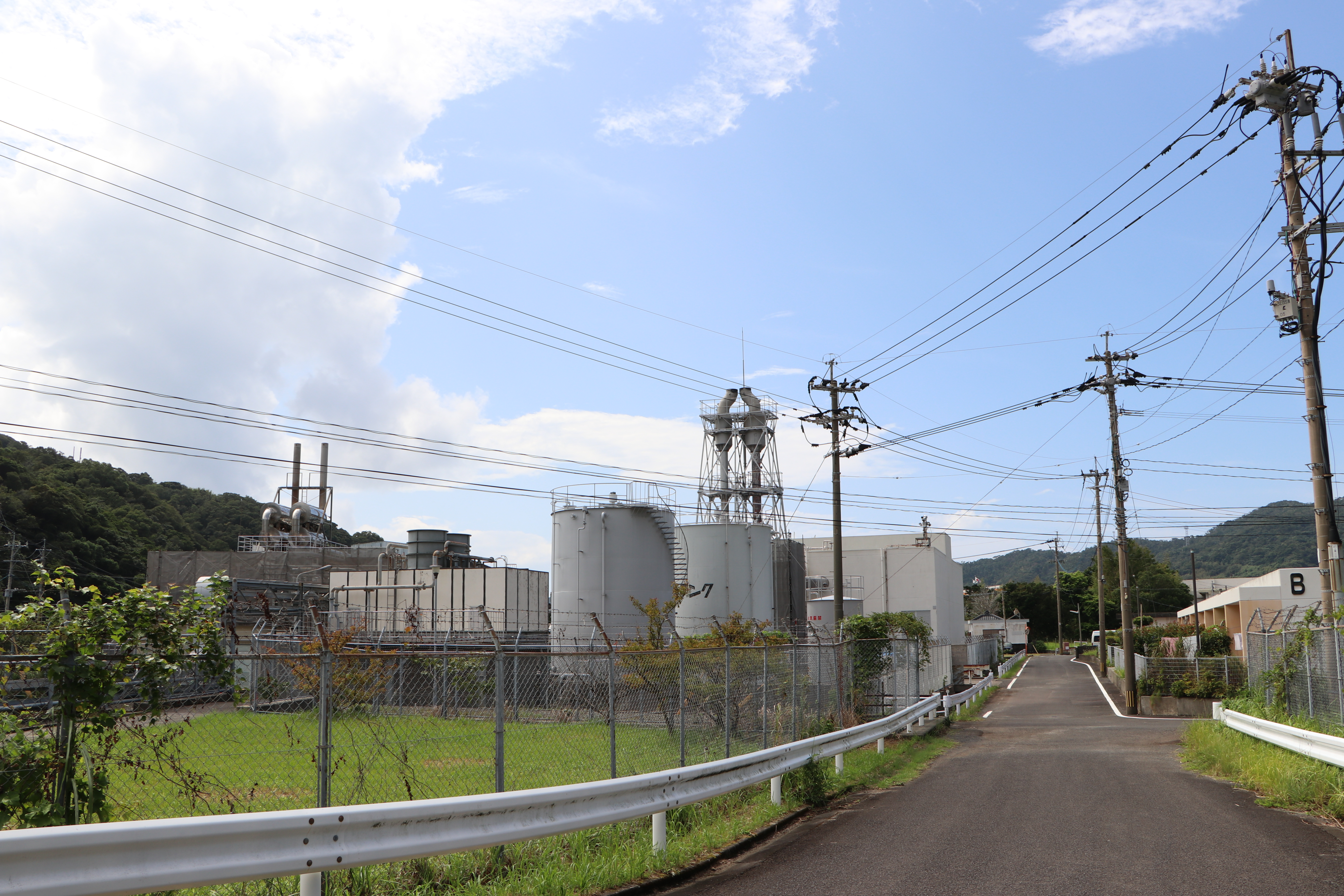
九州電力甑島第一発電所

### 公共
- 薩摩川内市役所甑島振興局[30]
- 甑島簡易裁判所[31]
甑島の区域を管轄する簡易裁判所であり、1947年（昭和22年）に下級裁判所の設立及び管轄区域に関する法律（昭和22年法律第63号）の規定に基づき中甑の旧上甑村役場に設置された。1973年（昭和48年）に現在地に移転している[32]。
- 薩摩川内警察署甑島幹部派出所[33]
薩摩川内警察署の幹部派出所（警部が長）である。1892年（明治25年）に手打に置かれていた甑島分署が中甑に移転し設置された[20]。1892年（明治25年）には薩摩郡隈之城村に置かれていた隈之城警察署の分署となり、翌年1893年（明治26年）に甑島警察署となるが、1910年（明治43年）には再び隈之城警察署の甑島分署となった[20]。1918年（大正7年）に川内警察署の分署となり、1926年（大正15年）に再び独立し甑島警察署となった[20]。1948年（昭和23年）に国家地方警察鹿児島県本部甑島地方警察となり、1954年（昭和29年）に警察法の改正により甑島警察署となったが、1971年（昭和46年）2月1日に甑島警察署が川内警察署に統合され、警部補を長とする川内警察署の幹部派出所となった[22]。
- 鹿児島県北薩地域振興局甑島庁舎[34]
  - 農林水産部上甑駐在
  - 建設部甑島支所
- 薩摩川内市消防局中央消防署上甑分駐所[35]
- 薩摩川内市立図書館上甑分館[36]
- 上甑郷土館[36]
- 上甑地区コミュニティセンター（上甑公民館）[36]
- 視聴覚ライブラリー甑島分館[36]
- 上甑保健センター[35]
- 上甑診療所[35]
- 上甑グラウンド[36]
- 上甑B&G海洋センター[36]
- 薩摩川内市シルバー人材センター上甑島支所[37]
- 上甑老人福祉センター[37]
- 上甑県民自然レクリエーション村[38]
- 中甑地域活性化施設「コシキテラス」[38]

### 教育
- 薩摩川内市立上甑中学校（休校中）[39]
- 薩摩川内市立中津小学校[40]
- 薩摩川内市立中津幼稚園[41]

### 郵便局
- 中甑郵便局[42]
1874年（明治7年）に上甑島麓村局として開設され、1892年（明治25年）に中甑郵便局に改称した[43]。

### 寺社
- 甑島神社
中津串にある神社である[44]。神社から西方に1.5km程の場所にある南部の甑大明神の大岩を神体としており、岩自体が不便であり危険であることから1928年（昭和3年）頃に遥拝所として現在地に社殿が建設された[44][16]。
- 蛭子神社
大田浜の山にある神社である[45]。

### その他
- 九州電力甑島第一発電所
甑島に電気を供給するための内燃力発電所である。出力は14,250kW[46]。1930年（昭和5年）に薩摩電気（薩摩電気は第二次世界大戦中に九州電力に統合）が発足し、出力30kWのガスエンジンを設置した[47]。1978年（昭和53年）に中甑島から下甑島までのケーブルの敷設が完了し、下甑島との電力の供給の連携が可能となった[48]。

## 人口
以下の表は国勢調査による小地域集計が開始された1995年以降の人口の推移である。
| 年                 | 人口 |
| ------------------ | ---- |
| 1995年（平成7年）  | 794  |
| 2000年（平成12年） | 710  |
| 2005年（平成17年） | 608  |
| 2010年（平成22年） | 578  |
| 2015年（平成27年） | 487  |
| 2020年（令和2年）  | 401  |

## 教育

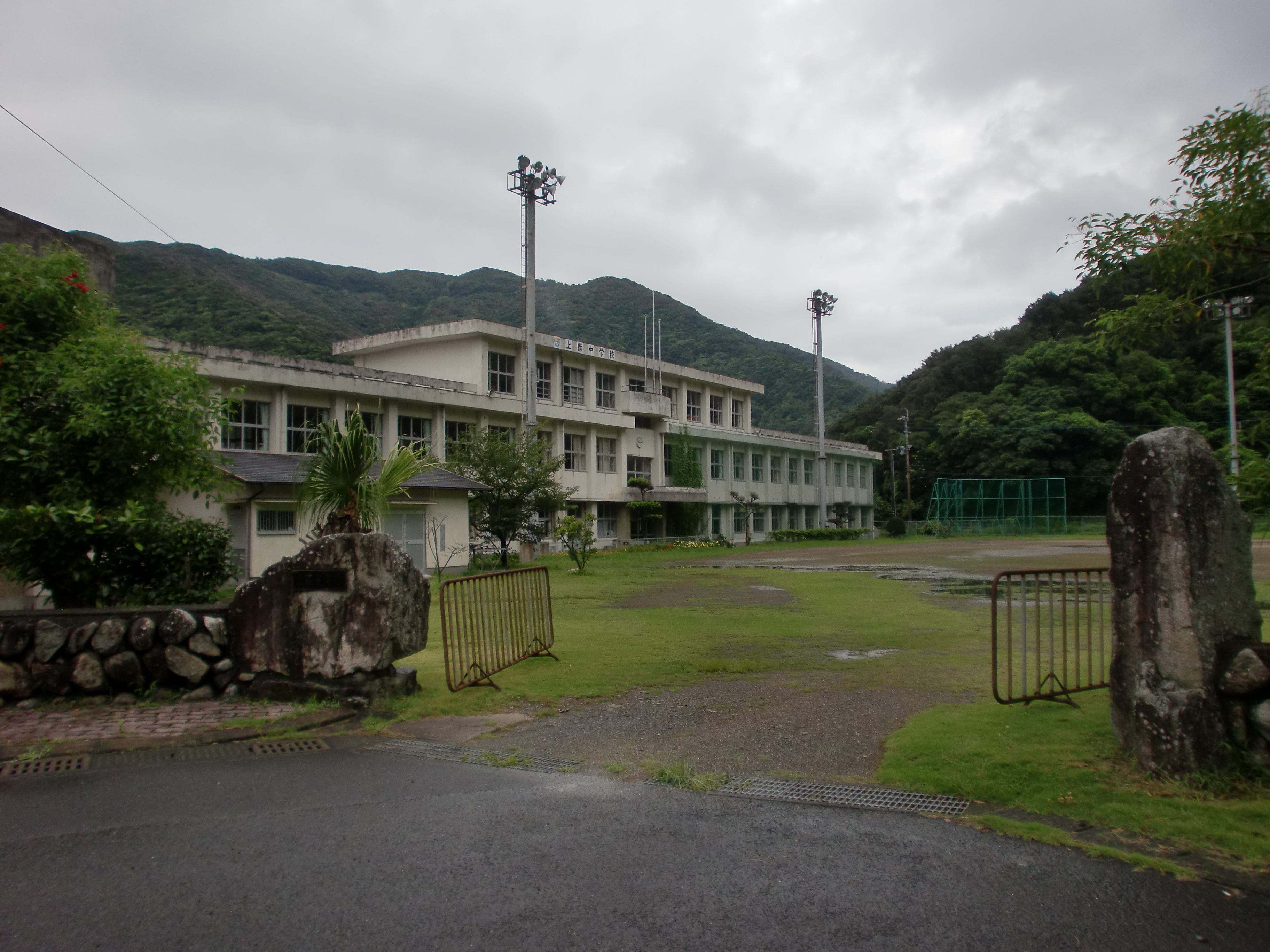
薩摩川内市立上甑中学校

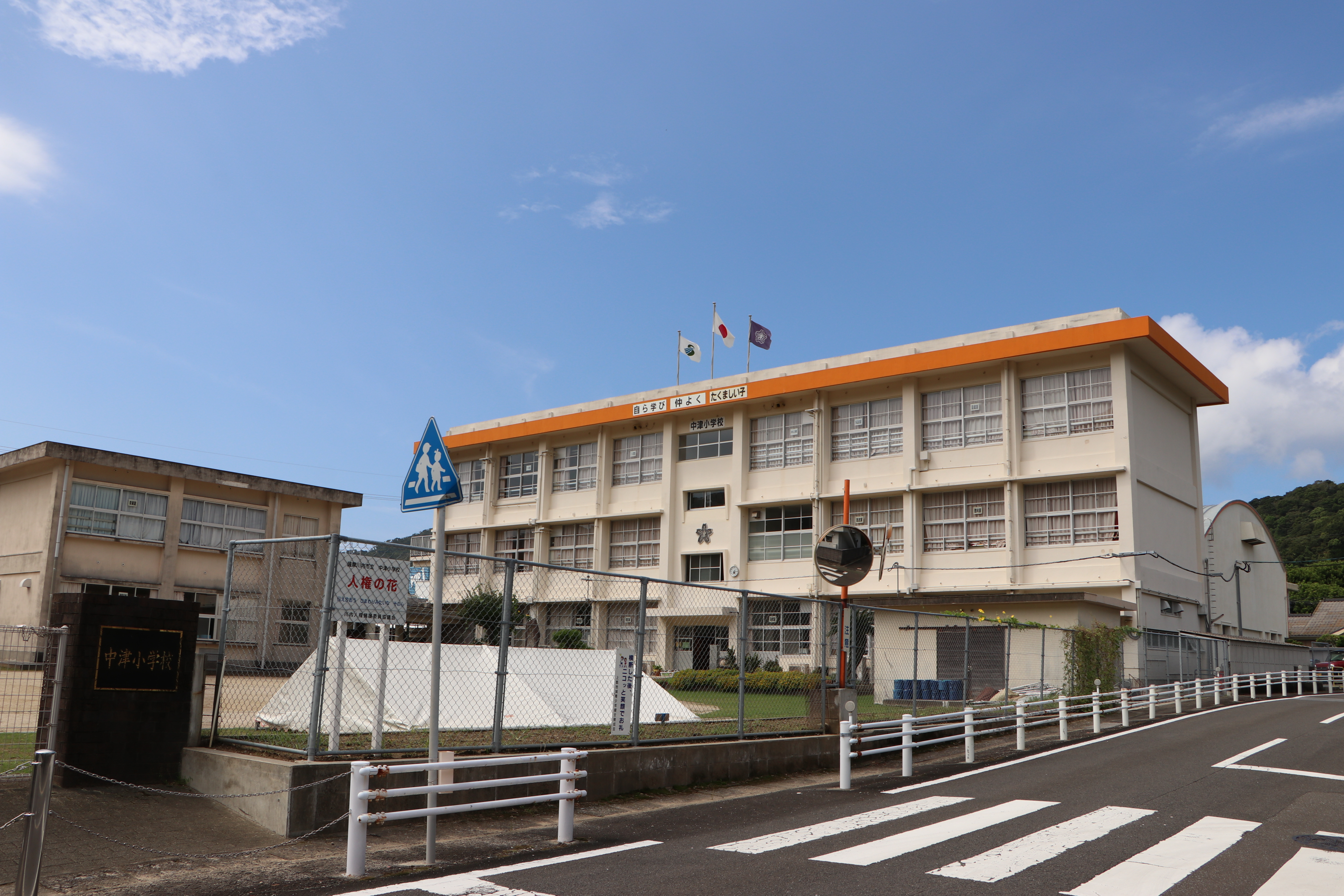
薩摩川内市立中津小学校

中甑には「薩摩川内市立上甑中学校」（2020年から休校中）、「薩摩川内市立中津小学校」、「薩摩川内市立中津幼稚園」が所在している。

### 高等教育
中甑には高等学校が設置されておらず、また甑島列島内にも全日制高校や通信制高校の学習センターは設置されていない。甑島列島内の高校受験生は、学区の制約なく県内の全ての県立高校へ進学できるため、中学校卒業生の多くは九州本土などに転出して、島外の高校に進学する。

### 中学校
中学校は「薩摩川内市立上甑中学校」がある。上甑中学校は1947年（昭和22年）に上甑村立上甑中学校として設置された。2020年（令和2年）より休校となり、当面の間校区内の生徒は里町里の薩摩川内市立里中学校に通学する。

### 小学校
中学校は「薩摩川内市立中津小学校」がある。中津小学校は1877年（明治10年）に中甑小学校として開設され、1892年（明治25年）に中津尋常小学校となった。学校制度の改変に伴う名称変更を経て1947年（昭和22年）に中津小学校に改称、1969年（昭和44年）に大字江石にあった江石小学校を統合、2008年（平成20年）には上甑町瀬上にあった浦内小学校を統合した。

### 幼稚園
幼稚園は「薩摩川内市立中津幼稚園」がある。中津幼稚園は1976年（昭和51年）に旧上甑村役場跡地に置かれたが、台風により崩壊したため1978年（昭和53年）に新築移転している。

### 小・中学校の学区
市立小・中学校の学区（校区）は以下の通りである。
| 大字       | 小字 | 小学校                 | 中学校                                                  |
| ---------- | ---- | ---------------------- | ------------------------------------------------------- |
| 上甑町中甑 | 全域 | 薩摩川内市立中津小学校 | 薩摩川内市立里中学校 （薩摩川内市立上甑中学校：休校中） |

## 交通

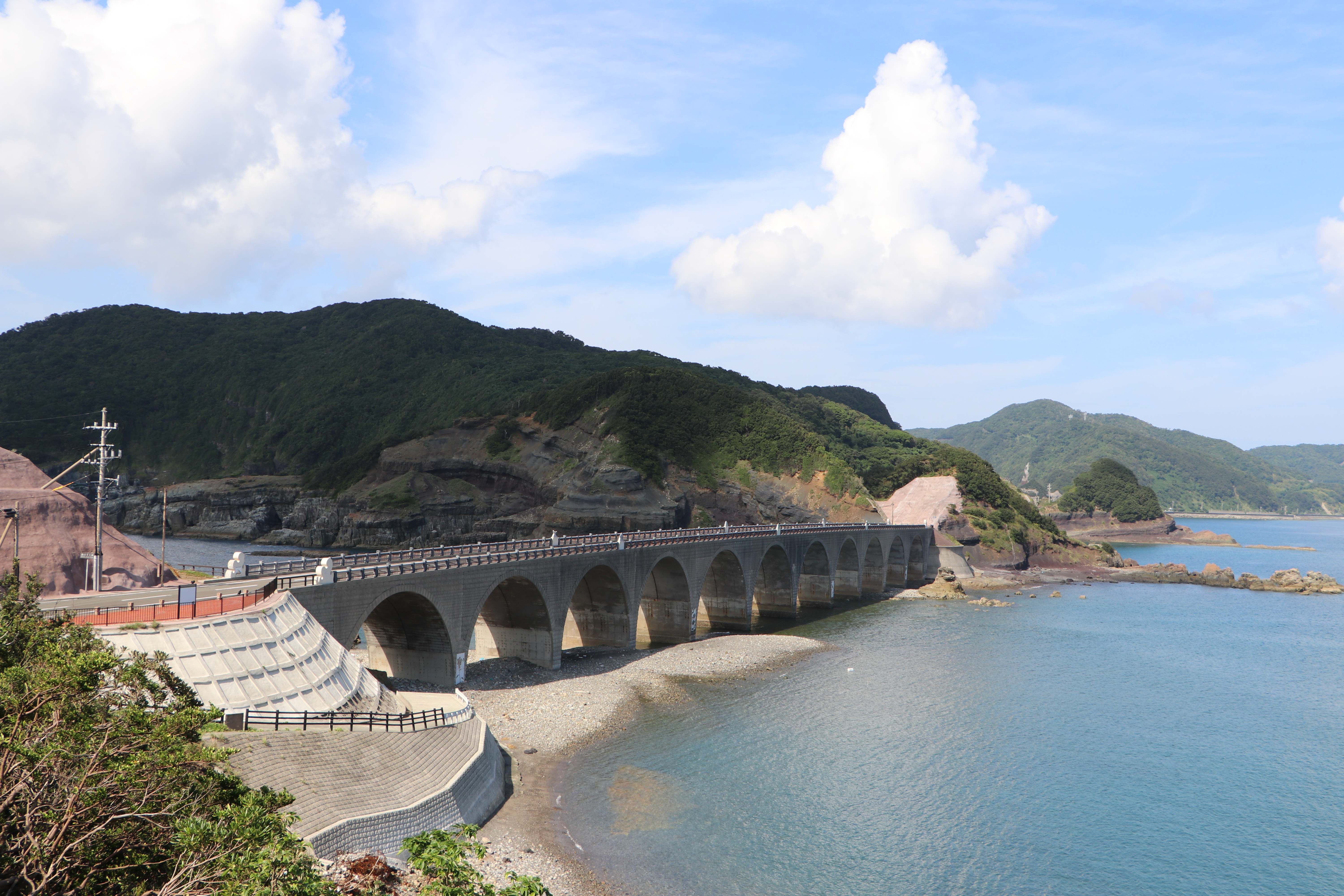
中島と中甑島の間に架かる鹿の子大橋

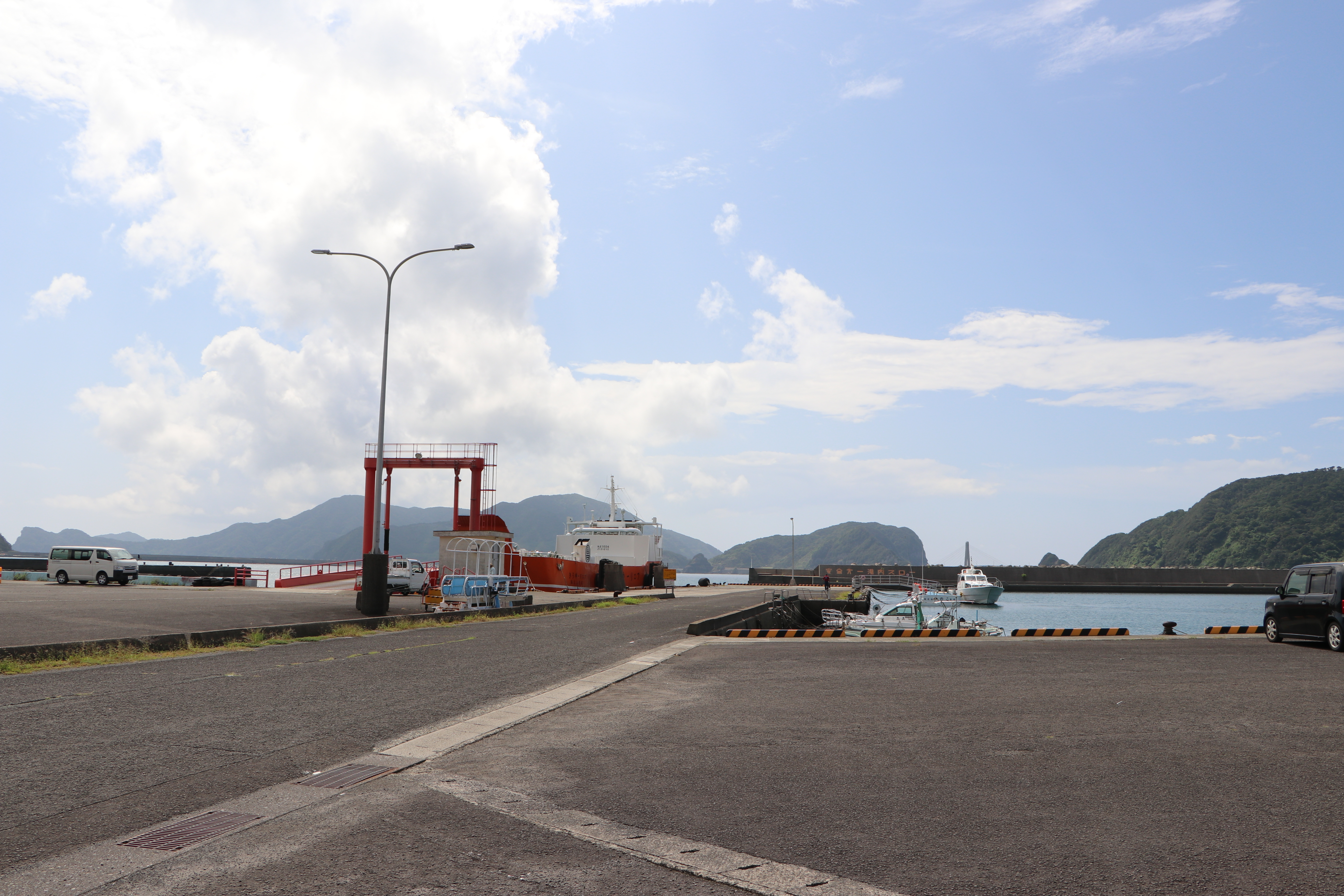
中甑港

字域の中央部を南北に鹿児島県道348号桑之浦里港線が通り中甑港付近で東方に折れ里町里方面に接続しており、鹿児島県道351号鹿島上甑線が分岐しており、中甑島や下甑島に接続している。

### 道路
一般県道
- 鹿児島県道348号桑之浦里港線
- 鹿児島県道351号鹿島上甑線

### バス
コミュニティバスである「甑かのこゆりバス」が運行されている。里町里の里港から下甑町手打の手打港までを結ぶこしき縦貫バス及び、上甑町桑之浦から中甑を経て上甑町江石までを結ぶ浦内・江石線が運行されており、中甑の区域にあるバス停は2020年（令和2年）現在以下のとおりである。
- こしき縦貫バス（里港-手打港）
  - 茶ノ木 - 診療所前 - 中甑 - 中甑港 - 太田の浜 - 大明神大橋
- 浦内・江石線
  - 中甑 - 診療所前 - 営業所 - 中甑港 - 甑園前

### 湾港
- 中甑港